# Torre degli Infreschi
La torre degli Infreschi è una torre costiera di avvistamento realizzata a partire dal 1235 sotto il regno di Federico II di Svevia, lungo la costa nel territorio di Marina di Camerota nel Cilento.

## Storia
La torre venne costruita nel 1235, durante il regno di Federico II di Svevia, a presidio del porto naturale degli Infreschi. Si trova riferimento alla torre in un documento del 1277 del re Carlo I d'Angiò con il quale si ordinò al Giustiziere di Principato Citra che le università di Camerota e San Giovanni a Piro provvedessero alla manutenzione della torre. Come molte altre torri nelle vicinanze, venne costruita con pietrame ricavato in loco.